# Phauloppia tavruei
Phauloppia tavruei är en kvalsterart som först beskrevs av Schweizer 1956.  Phauloppia tavruei ingår i släktet Phauloppia och familjen Oribatulidae. Inga underarter finns listade i Catalogue of Life.